# Districte de Vesoul
El Districte de Vesoul és un dels dos districtes del departament francès de l'Alt Saona, a la regió de Borgonya-Franc Comtat. Té 19 cantons i 351 municipis. El cap del districte és la prefectura de Vesoul. Te una extensió de 3.468 km² i una població de 127.665 habitants segons cens de 2022.

## Cantons
cantó d'Amance - cantó d'Autrey-lès-Gray - cantó de Champlitte - cantó de Combeaufontaine - cantó de Dampierre-sur-Salon - cantó de Fresne-Saint-Mamès - cantó de Gray - cantó de Gy - cantó de Jussey - cantó de Marnay - cantó de Montbozon - cantó de Noroy-le-Bourg - cantó de Pesmes - cantó de Port-sur-Saône - cantó de Rioz - cantó de Scey-sur-Saône-et-Saint-Albin - cantó de Vesoul-Est - cantó de Vesoul-Oest - cantó de Vitrey-sur-Mance